# Bitwa pod Rafałówką

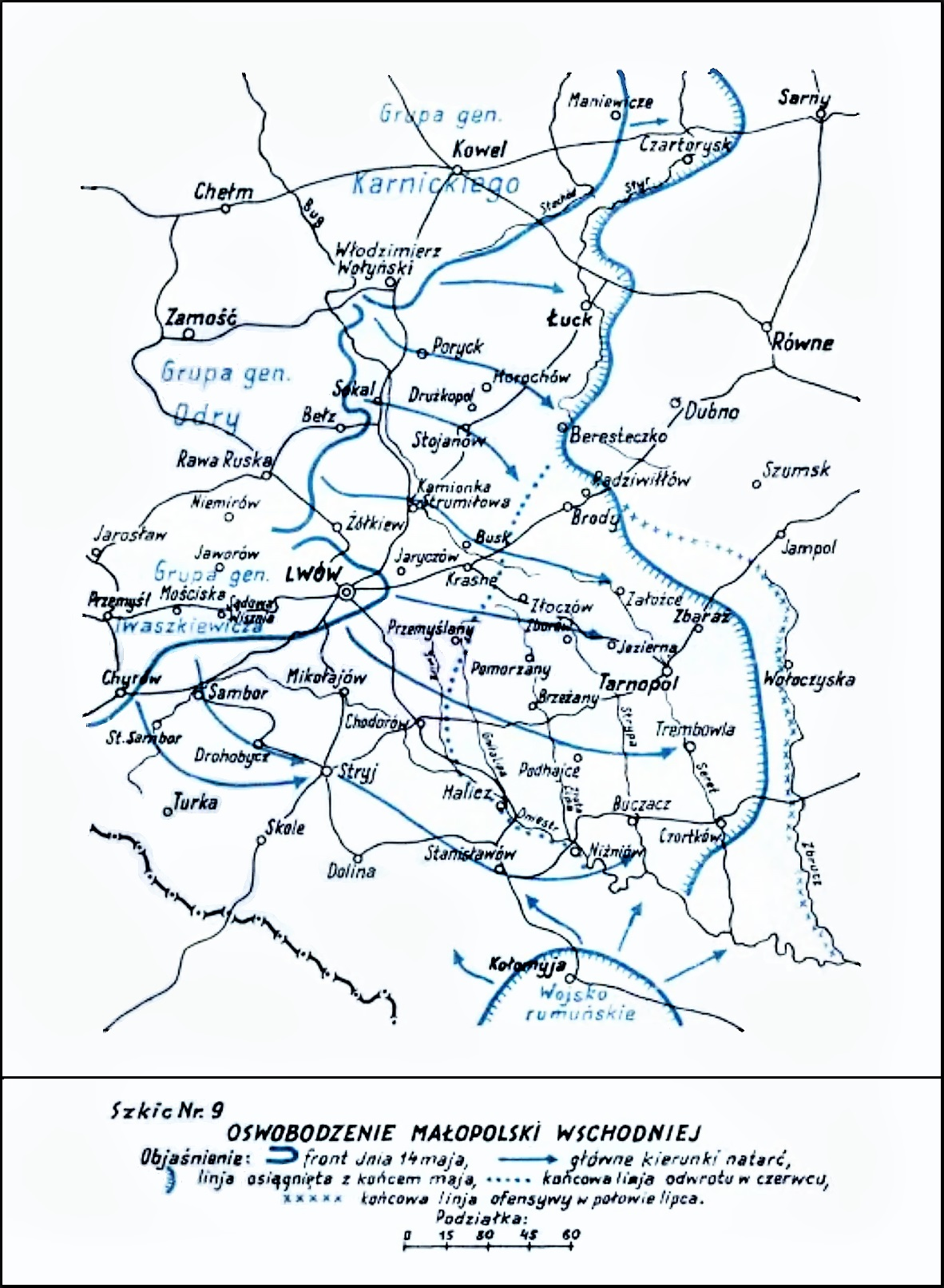
Adam Przybylski,
Wojna Polska 1918–1921

Bitwa pod Rafałówką – walki 32 pułku piechoty z oddziałami Armii Czerwonej toczone w pierwszym roku wojny polsko-bolszewickiej.

## Geneza
Pod koniec maja 1919, w czasie gdy Wojsko Polskie prowadziło na Podolu walki z wojskami Zachodnioukraińskiej Republiki Ludowej, na Wołyniu wojska sowieckie odrzuciły wojska Ukraińskiej Republiki Ludowej kierowane przez Symona Petlurę na południe, zajmując Równe, Dubno i Krzemieniec. W rezultacie tych wydarzeń, w pierwszych dniach czerwca oddziały polskie wchodzące w skład wojsk Frontu Wołyńskiego znalazły się w styczności bojowej z jednostkami sowieckimi.
Nowy przeciwnik od razu rozpoczął intensywne natarcia na oddziały grupy gen. Bronisława Babiańskiego pod Rafałówką i Czartoryskiem oraz przeciwko oddziałom obsadzającym Radziwiłłów nad granicą galicyjską. Chwilowe powodzenie, które odniosły one na odcinku gen. Babiańskiego, szybko powstrzymano. Podejmowane przez Sowietów próby kontynuowania działań zaczepnych zostały zatrzymane przez wojska Frontu Galicyjskiego gen. Wacława Iwaszkiewicza w rejonie Radziwiłłowa, czyli na linii dawnej granicy austriacko-rosyjskiej sprzed I wojny światowej.

## Walczące wojska
| Jednostka                  | Dowódca                 | Podporządkowanie |
| Wojsko Polskie             |                         |                  |
| ⇒ 32 pułk piechoty         | ppłk Jan Słupski        |                  |
| → II/ 32 pułku piechoty    |                         |                  |
| – pluton II/32 pp          | ppor. Siemiatycki       |                  |
| – pluton II/32 pp          | pchor. Tadeusz Zarzycki |                  |
| – pluton II/32 pp          | sierż. Jan Gizo         |                  |
| → I/ 32 pułku piechoty     |                         |                  |
| → bateria artylerii        | por. Tadeusz Lechnicki  |                  |
| Armia Czerwona             |                         |                  |
| ⇒ oddziały Armii Czerwonej |                         |                  |

## Walki pod Rafałówką
6 czerwca 1919 polski 32 pułk piechoty ppłk. Jana Słupskiego obsadził pozycje nad Styrem pod Rafałówką. Na przeciwległym brzegu nie stwierdzono obecności przeciwnika, więc II batalion z baterią artylerii konnej przeszedł na wschodni brzeg rzeki i osłaniał most. W tym czasie oddziały Armii Czerwonej zajmowały stanowiska w okolicach kolonii Rafałówka. Gdy Sowieci zorientowali się, że Polacy utworzyli na wschodnim brzegu przedmoście, natychmiast rozpoczęli silny ostrzał artyleryjski i maszynowy z dominujących wzgórz. W jego wyniku batalion polski stracił dziewięciu poległych i kilkunastu rannych. Dowódca 32 pułku piechoty wydał rozkaz opanowania wzgórz.
O świcie 7 czerwca wyszło natarcie II/32 pp. Jako pierwsze uderzyły oddziały szturmowe ppor. Siemiatyckiego, pchor. Zarzyckiego i sierż. Gizo. Wspierała bateria artylerii konnej por. Lechnickiego. Wykorzystując zaskoczenie, przy minimalnych stratach własnych, polski batalion zdobył sowieckie okopy. Sowieci kontratakowali, ale twarda obrona II/32 pułku piechoty powodowała, że zostały one odparte. 13 czerwca II batalion został zluzowany przez I/32 pp. Nieprzyjaciel ponawiał natarcia i ostrzeliwał przedmoście ogniem artylerii. Polacy kontratakowali i sytuacja wracała do punktu wyjścia. W kolejnych dniach walki toczyły jedynie placówki i patrole. Dopiero nocą z 20 na 21 czerwca Sowieci zdołali odrzucić polskie pododdziały w stronę mostu na Styrze, ponieśli jednak tak wysokie straty, że zrezygnowali z kontynuowania natarcia i o świcie wycofali się na pozycje wyjściowe. Pozycje obronne na przedmościu powtórnie zajął batalion II.
W kolejnych dniach Sowieci realizowali działania propagandowe. Przed stanowiskami polskimi rozrzucili ulotki, a w swoich okopach wywieszali czerwone flagi. Sowieccy agitatorzy nawoływali żołnierzy polskich do walki z burżuazją i obszarnikami, do wypowiadania posłuszeństwa oficerom i proponowali sojusz robotniczo-chłopski. Na front sprowadzono też batalion złożony z polskich komunistów; od tej pory wymiana poglądów z obu stron odbywała się w języku polskim. Propaganda rewolucyjna nie przyniosła efektów, a przedmoście Rafałówki stało się wkrótce podstawą dla realizacji działań zaczepnych.